# 自由戰爭
《自由戰爭》是索尼電腦娛樂日本工作室於2014年6月26日在PlayStation Vita發售的一款電子遊戲軟件。
《自由戰爭》是一款講述遙遠未來反烏托邦主題的聯機動作遊戲，也是索尼電腦娛樂2014年新創造的獨家品牌。原語言為日文，遊戲的亞洲版支持繁體中文選單與字幕。
高清复刻版《自由戰爭 Remastered》将于2025年1月9日发售，登陆PlayStation 4、PlayStation 5、任天堂Switch和Windows。

## 故事
公元102013年，荒廢的地球已無法維繫生物生存，人類為了生存在各地建設了牢國都市，叫做帕諾普堤岡（Panopticon，「圓形監獄」），简称PT。由於資源枯竭，都市之間持續發生衝突。為了維持秩序，政府判以大部分人100萬年有期徒刑，這些人被稱爲「咎人」，並且強迫所有咎人參加戰爭。咎人为了争取自由必须为都市作出贡献，在战场上履行使命才可以减少刑期。在這個監視社會中，每個咎人旁邊都有一個名為附屬終端（Accessory）的機器人24小時日夜監控。

## 系統
本遊戲支持單人和通過網絡多人玩法。在這款聯機動作遊戲中，玩家可以使用包含劍、矛、火器等各種武器，還可以使用類似抓鉤繩的“荊棘”功能攀爬或絆倒敵人。玩家都擁有一个叫做附屬終端（Accessory）的机器人来提供戰鬥支援。任務包含狩獵各種掠奪者、救援市民、收集材料、佔領基地、對敵方PT咎人開戰等類別。日版玩家可以从日本47个县其中一个选择作爲所在的PT，其它版本則是從全球各大城市中選擇，然后通過互聯網和其他的PT互相競爭；玩家完成任務之後打得分上載到遊戲中央伺服器的排行榜上，牢國都市中最高分的可以得到特殊獎勵。為自己PT作出貢獻的玩家會被政府獎勵，比如獲得更換服裝及衣著附件的功能。如果玩家違反任何法律的話，政府會立刻增加徒刑時間作為懲罰。遊戲開始時玩家沒有任何公民權利，因此需要逐漸參加任務收集特赦點數來解放權利。網路多人連線功能最多支持8人一起玩。
遊戲設定中支持5種不同遊戲控制方案，取決於個人的喜好。本遊戲支持PlayStation Vita TV的DualShock 3/DualShock 4控制方式。

## 登場人物

### 主要人物
- 主人公：玩家操控的角色（容貌可以改變），自出生就以「身為只消耗資源的人」被判一百萬年有期徒刑，後來又因喪失記憶而令刑期被重設。
- 附屬終端（Accessory）：負責輔助或監視罪犯日常生活，以及在勞動時提供戰鬥支援的人形機械人，每個罪犯都必需要有一部跟隨著。

### 重要人物
- 艾莉葉絲‧M(アリエス・M)（聲：原由實）

在主人公失去意識期間所遇見的神秘人物，自稱是「幽界的導遊」。「一旦放棄……路途永遠不會敞開。而你的自由……也將徹底死亡。」不時出現在主角面前的神秘女性。但是，她出現在宛如夢境般的世界中。她的目的究竟是什麼呢？她到底從哪裡來，又會在什麼時候出現在主角面前呢？
- 碧翠絲‧「莉莉」亞那史塔西(ベアトリーチェ・“リリィ”・アナスターシ)（聲：中村繪里子）

故事中被主人公所救的一名神秘少女。被囚禁在牢國都市帕諾普堤岡深處的神秘女性。在與主角們一同戰鬥，追求自身希望的過程中，受到無法逃避的命運捉弄。個性積極爽朗，也有沉迷鑽研技術的一面。碧翠絲的期望是「……希望可以在沒有戰爭的世界，看到你們活躍。」的溫柔地信念。

#### 咎人
- 亞伯‧「修特拉斐」‧巴爾特(アーベル・“シュトラーフェ”・バルト)（聲：諏訪部順一）

「世界最強咎人之一」。也是與主角所屬帕諾普堤岡敵對的「蓬萊PT」的王牌，將與主角和碧翠絲的命運產生重大交集。亞伯專用的掠奪者，可說是人工掠奪者原型的「原初三機」之一。在過去很長一段時間，就連它是否存在都被畫上問號，但現在又與亞伯一同出現在歷史的舞台上。擁有壓倒性的攻擊力、防禦力，以及能和咎人發動特殊連攜的機能，即使是最古老的機型，但直到現仍是最強機體。亞伯最終的企圖是「我要把所有人類指引到戰爭的熔爐！」的強大地信念。

### 夥伴
- 烏維‧「坂本」卡布瑞拉(ウーヴェ・“サカモト”・カブレラ)（聲：中田讓治）

實戰經驗豐富的老罪犯，帶領著罪犯們為自由而戰。「現在做好覺悟吧……選擇如何戰鬥是你『唯一的自由』啦。」在連生存都極為困難的帕諾普堤岡社會中，持續穿梭於戰場，對社會提供大量貢獻的百戰勇士。許多咎人跟隨他，在他的指導下成為能夠獨當一面的戰士。主角也是其中之一，踏上尋求覺悟與自由所在之路。
- 馬堤亞斯‧「雷歐」布魯諾(マティアス・“レオ”・ブルーノ)（聲：石田彰）

主人公的戰友兼競爭對手，因生性反叛而經常闖禍。喔〜！這傢伙真厲害耶！超shaz的啦！新進咎人。與主角站在相同立場的夥伴兼競爭對手。很喜歡境遇相近的主角，時常給予協助，也是商討的對象，但有時候也會互相競爭。以前似乎有過一段叛逆的日子，但他很替夥伴著想，在各方面都是很率直的男人。個性是一旦受到拜託就不會拒絕。
- 艾芙莉迪‧「坂本」卡布瑞拉(エルフリーデ・“サカモト”・カブレラ)（聲：東山奈央）

烏維的女兒。雖然身驅細小但擁有著高強的戰鬥力，對主人公們總擺著前輩的架子。
- 卡洛斯‧「狄奧託修斯」真納(カルロス・“テオドシウス”・ジンナー)（聲：藤原啟治）

本身是來自同盟牢國都市的罪犯，烏維的競爭對手，愛開玩笑的享樂主義者。

### 市民
- 娜塔莉‧「9」烏(ナタリア・“9”・ウー)（聲：淺川悠）

安全保障局第35社會防衛群社會調查會隊長，代表著牢國都市上層部去監視和處罰罪犯，絕不容情。口頭禪是：「米蟲們給我聽好。 你們沒有權利反駁。」PT法律與秩序的執行者。安全保障局第35社會防衛組社會調查會隊長。她是帕諾普堤岡高層與思想的代行者，雖然會嚴格取締不法，但內心也藏著想要保護夥伴的情感。不過她不會把這種情感表露在外，大家都認為她是個冷酷無情的女憲兵。
- 尤利安‧沙達特#e(ユリアン・サダート♯e（イー）)（聲：赤羽根健治）

為主人公們所救的「市民」，為了答謝救命之恩而提供各樣的協助。

## 掠夺者(アブダクター)

### 大型掠夺者
- 汎用貳腳（～四腳）
- 輸送貳腳（～四腳）
- 砲撃貳腳（～四腳）

### 天罰掠夺者
- 虎神(コウシン)

特徵為老虎的天罰掠夺者。
- 奇異多克薩(パラドクサ)

特徵為蜘蛛的天罰掠夺者。
- 迪歐內(ディオーネ)

特徵為飛龍的天罰掠夺者。

#### 渾沌掠夺者
- 貝爾塔多爾姆(ペルタトゥルム)

跟「大崩壞」有關的渾沌掠夺者。

### 原始三機掠夺者
- 憤怒烈火(憤怒の烈火（レッドレイジ）)

可說是人工掠奪者原型的「原初三機」之一。在過去很長一段時間，就連它是否存在都被畫上問號，但現在又與亞伯一同出現在歷史的舞台上。擁有壓倒性的攻擊力、防禦力，以及能和咎人發動特殊連攜的機能，即使是最古老的機型，但直到現仍是最強機體。

## 開發
本遊戲在2011年3月開始開發，2013年5月21日由索尼電腦娛樂正式宣布。2014年台北國際電玩展時，製作者吉澤純一發布了關於繁體中文版的信息。2014年4月，索尼宣布了歐美發售的英文版。遊戲最早的公開發行測試體驗版2014年6月12日在日服PlayStation Network發行。吉澤純一表示，Shift的開發工作室負責遊戲設計、角色設計和編劇，Dimps則負責編程、電腦繪圖和遊戲監督。
為了宣傳本遊戲，索尼在NICONICO動畫上發布了兩首歌：麻倉桃、夏川椎菜和雨宫天演唱的《Let's貢獻 ～愛的監禁100萬年～》（Let's貢献 ～恋の懲役は1,000,000年～），和麻倉桃單獨唱的《Panopticon勞動歌 第一》（パノプティコン労働歌 第一）。在遊戲世界中，這些歌是虛構女子偶像團體用以控制平民的政令宣導。
遊戲中文版裡面的PT選擇包括台灣、香港、馬來西亞、新加坡等亞洲地區。英文翻譯組領導表示，英文版會有50不同個PT，每一個代表在全球各大洲的大城市。

## 評價與販賣數量
Fami通給《自由戰爭》的評分為35/40。美國兩個遊戲網站IGN和Destructoid都給本作8分（滿分10分），與此同時歐洲的Eurogamer給本作5分。遊戲在日本發布的第一週以內，零售版售出18萬8888份，因此成為本週軟件販賣數量排名最高的之一；這販賣數據佔該遊戲的第一批貨總量有80-100%。